# Oleggio
Oleggio (piemontiul: Olegg vagy Vlegg) település Olaszországban, Piemont régióban, Novara megyében. Lakosainak száma 14 215 fő (2023. január 1.). Oleggio Bellinzago Novarese, Marano Ticino, Mezzomerico, Vaprio d’Agogna, Momo, Vizzola Ticino és Lonate Pozzolo községekkel határos.

## Népesség
A település lakossága az elmúlt években az alábbi módon változott:
| Lakosok száma | 14 100 | 14 135 | 14 215 |
|               | 2017   | 2018   | 2023   |